# Krabbenkamp

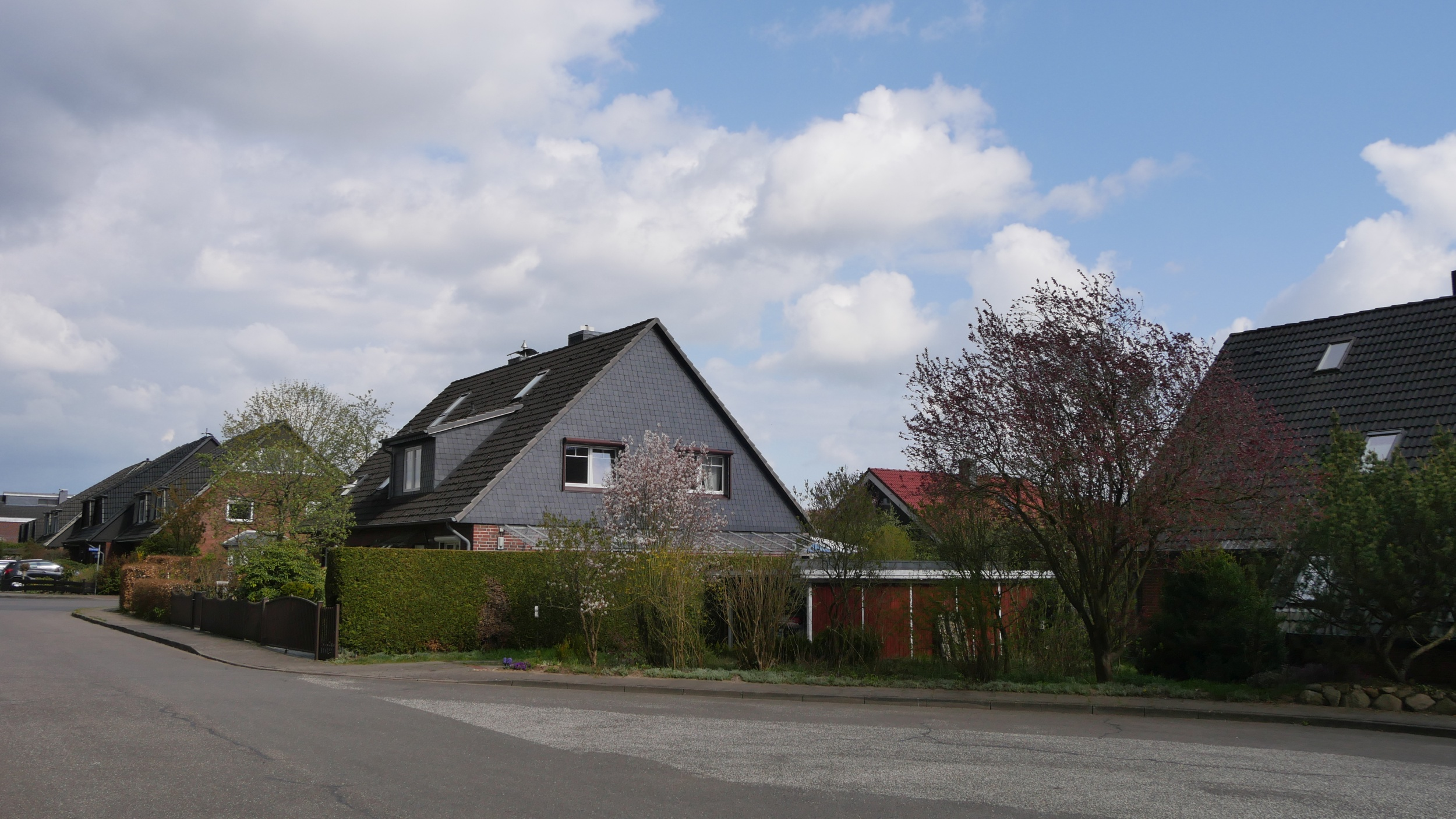
Typische Wohnbebauung im Krabbenkamp

Der Krabbenkamp ist ein Stadtteil der Stormarner Stadt Reinbek in Schleswig-Holstein. Umschlossen vom Verlauf der Bille (Naturschutzgebiet) und der Eisenbahnlinie Hamburg–Berlin im Norden befindet sich der knapp 900 Einwohner zählende Ortsteil in einer Insellage. Die Besiedlung mit zahlreichen Reihen- und Einzelhäusern wurde ab 1978 in zwei Bauabschnitten durchgeführt. Die am nächsten gelegenen Orte sind Wohltorf und Aumühle.
Bedingt durch die Lage zwischen den lauenburgischen Gemeinden Aumühle und Wohltorf und der schlechten Verkehrsanbindung an Reinbek findet die gesellschaftliche Ausrichtung durch Kindergarten, Grundschule und Kirche nach Wohltorf statt. Die nächsten Einkaufsmöglichkeiten liegen ebenfalls in Aumühle und Wohltorf.
Neben dem reinen Wohngebiet südlich der Eisenbahnlinie Hamburg–Berlin gehört auch die nördlich an der Sachsenwaldstraße (L 314) gelegene Fürst-Bismarck-Quelle zum Stadtteil Krabbenkamp. Wegen fehlender öffentlicher Gebäude im Wohngebiet stellte die Bismarck-Quelle über viele Jahre regelmäßig für politische Wahlen Räumlichkeiten als Wahllokal zur Verfügung, was aber 2013 ohne Begründung beendet wurde. Aktuell wählen die Krabbenkamper in der Schönningstedter Grundschule. Zuvor auch einige Zeit in einem vom Reinbeker Reservistenverein genutzten Behelfsheim, das Ende der 1980er-Jahre am Krabbenkamper Ortseingang für russische Spätaussiedler errichtet wurde.
Der Ortsname Krabbenkamp bedeutet vermutlich Feld mit vielen Engerlingen. Der Name wird erstmals 1777 in einer Flurkarte genannt. Der Krabbenkamp gehörte damals zur Hammer Heide.

## Geschichte

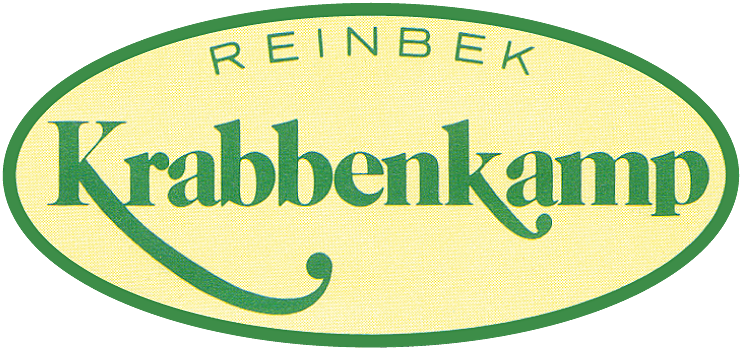
Werbezeichen der ehemaligen Wohnungsbaugesellschaft Neue Heimat für das Baugebiet Krabbenkamp

Die Pläne, den damals zu Schönningstedt gehörenden Krabbenkamp zu bebauen, gehen bis ins Jahr 1947 zurück. Otto Fürst von Bismarck, CDU-Bundestagsabgeordneter und Enkel des Reichskanzlers Otto von Bismarck hatte den etwa 48 Hektar großen Krabbenkamp 1950 an einen Hamburger Grundstücksmakler verkauft, der das Gelände an den Hamburger Kaufmann Bernhard Weber weiterveräußerte (im Schönningstedter Bebauungsplan 57 von 1964 wird Frieda Weber als Haupteigentümer genannt). Von Weber, der (die) ursprünglich 200 Wohnungen bauen wollte, übernahm das Hamburger Wohnungsbauunternehmen Neue Heimat (NH) den Krabbenkamp nach einer Zwangsversteigerung. Da der Makler und Weber jeweils eine Besiedlungsgenehmigung für das noch landwirtschaftlich genutzte Gelände besaßen, gingen die NH-Verantwortlichen davon aus, hier schon bald bauen zu können. Durch die Konzerntochter Neues Heim war eine „Gartenstadt“ genannte Trabantensiedlung mit 1000 Wohneinheiten und einem Punkthaus (Hochhaus) an höchster Stelle geplant. Die zu dieser Zeit noch fehlende Straßenverbindung zwischen Schönningstedt und Aumühle, die heutige L 314, wollte die „Neue Heimat“ ebenfalls finanzieren. Weiterhin sagte das Wohnungsbauunternehmen zu, eine Schule und ein Rathaus für Schönningstedt zu errichten und die Kosten für zusätzliche Lehrer und Beamte zu übernehmen. Die Presse sprach von „einem in der Siedlungsgeschichte einmaligen Vertrag“.  Das Land Schleswig-Holstein und der Kreis Stormarn unterstützen die Bebauungspläne aber nicht und verweigerten ihre Zustimmung, was zahlreiche Prozesse nach sich zog. Auch die Gemeinde Aumühle war aktiv geworden und hatte schon 1948 beantragt, den Krabbenkamp ihrem Gemeindegebiet zuzuschlagen. Der Schönningstedter Gemeinderat und der Kreis Stormarn stimmten einer Umkreisung zum Kreis Herzogtum Lauenburg zu. Da Aumühle danach aber das Interesse am Krabbenkamp verlor, verlief das Vorhaben im Sande. Der ein Jahr später gestellte erneute Antrag wurde von Schönningstedt und Stormarn dann aber abgelehnt.
Die Klage der Neuen Heimat gegen das Land Schleswig-Holstein auf Erteilung einer Wohnsiedlungsgenehmigung wurde 1956 vom Verwaltungsgericht Schleswig abgewiesen. Bereits von dem Wohnungsunternehmen eingeplante Gelder flossen stattdessen in Bauvorhaben in Kiel und Bremen. Die sich in finanzieller Schieflage befindende Gemeinde Schönningstedt hielt aber an den Plänen für die „Gartenstadt Krabbenkamp“ fest und stellte einen neuen Aufbauplan auf, der weiter das Baugelände enthielt. Daraufhin genehmigte der Kreis Stormarn ein Jahr später den Grundeigentümern die Besiedlung des Krabbenkamps. Der „Gemeinsame Planungsrat von Hamburg und Schleswig-Holstein“ teilte dagegen mit, dass das Bauvorhaben von den Landesregierungen in Hamburg und Kiel aus „raumplanerischen Erwägungen“ weiter abgelehnt werden würde. Der Krabbenkamp solle Naherholungsgebiet bleiben.

### Zahlreiche Klagen
Im Jahr 1957 waren sechs Klagen wegen des Projekts anhängig: So klagte Schönningstedt erfolglos vor dem Oberverwaltungsgericht Lüneburg gegen die Kieler Ablehnung. Die Gemeinde rief daraufhin das Bundesverwaltungsgericht an, das den Fall zurück nach Lüneburg überwies. Ein Jahr später urteilte der Dritte Senat das Kieler Sozialministerium auf Erteilung der Baugenehmigung, ließ aber eine erneute Revision zu. Die „Neue Heimat“ plante daraufhin, den US-Architekten Richard Neutra mit der Gestaltung des Krabbenkamps zu betrauen. Statt der bei Neutra üblichen großen Holzflächen in den Gebäudefassaden sah „Neue Heimat“-Chef Albert Vietor aber die Verwendung von Kunststoff vor.
Im März 1961 entschied das Oberverwaltungsgericht Lüneburg vorerst endgültig gegen die Bebauung des Krabbenkamps. Eine weitere Revision wurde nicht mehr zugelassen. Offenbar hatte aber während der Verhandlung ein Richter fünf Minuten lang fest geschlafen, was die unterlegenen Kläger drei Monate später nutzten, um erneut vors Bundesverwaltungsgericht zu ziehen. Das Urteil wurde aufgehoben und der Fall wieder nach Lüneburg überwiesen. Zu einer erneuten Verhandlung kam es dann nicht mehr, weil die Kläger ihren Antrag im April 1963 zurückzogen. Laut Hamburger Abendblatt ahnte Stormarns Landrat Wennemar Haarmann aber, dass dies nicht das Ende der Geschichte sein würde. Die Zeitung zitiert ihn mit den Worten: „Was dahinter steckt, können wir noch nicht übersehen“.

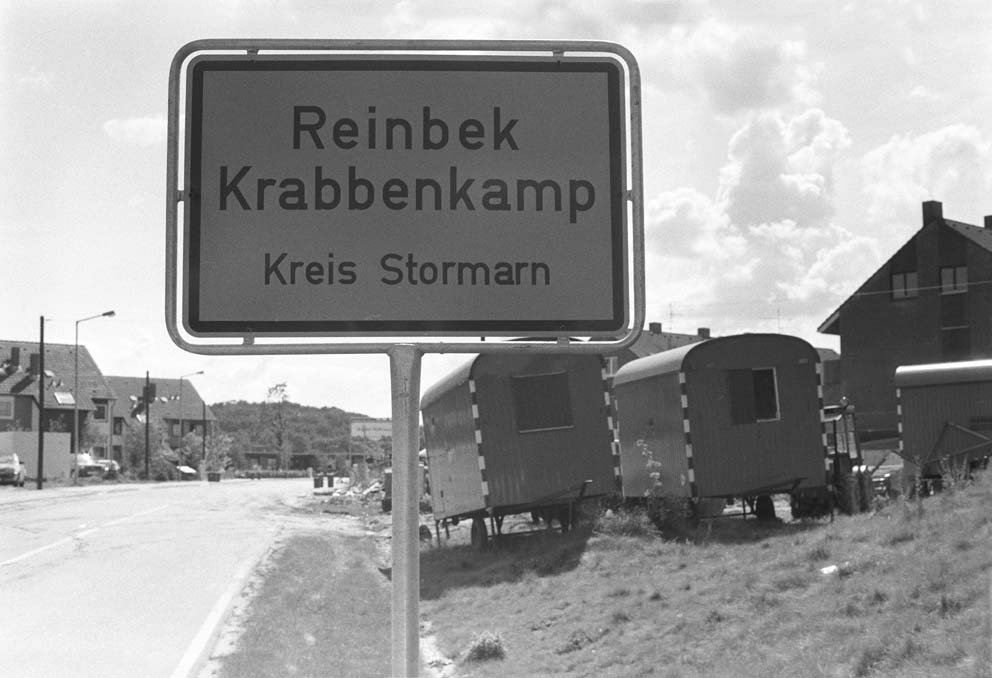
Der Ortseingang des Krabbenkamps im August 1981. Noch waren große Teile des zweiten Bauabschnitts unfertig

Im September 1965 trat die „Neue Heimat“-Tochter „Neues Heim“ mit geänderten Plänen erneut an die Öffentlichkeit. Statt 1000 Wohneinheiten sollten jetzt 244 Eigenheime gebaut werden. Die Schönningstedter Gemeinderäte erteilten hierfür sofort die Genehmigung. Daraufhin erhielten sie von ihren Amtskollegen der Nachbargemeinde Aumühle einen Brief, in dem Rauchbelästigungen aus dem zukünftig bebauten Krabbenkamp befürchtet wurden, auch könnten die Krabbenkamper den Aumühlern Krankenhausbetten im Reinbeker St. Adolf-Stift und Plätze in der S-Bahn wegnehmen. Laut Hamburger Abendblatt hatten die „Neue Heimat“ und Schönningstedt zwischenzeitlich mit der Kieler Landesregierung einen Vergleich geschlossen, der vorsah, einen neuen Bauantrag über 244 Häuser einzureichen und die Angelegenheit ein Jahr ruhen zu lassen. Der Antrag sollte dann genehmigt werden. Als auch nach zwei Jahren keine Genehmigung vorlag, beschloss Schönningstedt, gegen die Landesregierung eine Untätigkeitsklage zu erheben. Im April 1968 stimmte die Landesregierung schließlich dem Schönningstedter Flächennutzungsplan zu.

### Krabbenkamp-Formel
Die angrenzenden Gemeinden Aumühle und Wohltorf klagten daraufhin 1969 erfolglos vor dem Oberverwaltungsgericht Lüneburg gegen den Schönningstedter Bebauungsplan und die Genehmigung der Landesregierung. Im Jahr 1972 musste sich dann erneut das Bundesverwaltungsgericht mit der Krabbenkamp-Planung befassen. In seinem Urteil gestand das Gericht den klagenden Gemeinden zwar zu, dass auch auf ihre Bauplanungen Rücksicht zu nehmen sei, da sich die Aumühler und Wohltorfer Bebauung im Bereich des Bille-Ufers aber nicht wesentlich von der für den Krabbenkamp geplanten unterscheiden würde, wären sie in ihrem Recht nicht beeinträchtigt worden. Das vorgebrachte Argument, der Krabbenkamp sei wie eine „Grüne Lunge“ für Aumühle und Wohltorf, was nur eine Nutzung als Naherholungsgebiet zuließe, wies das Gericht zurück, da auf der Uferseite der Klägerinnen die Privatgrundstücke bis an den Fluss reichen würden und so eine Naherholung unmöglich sei. Dieses Urteil des Bundesverwaltungsgerichts (BVerwG 4. Senat, Az.: IV C 17.71) ist in die deutsche Rechtsgeschichte als Krabbenkamp-Formel eingegangen.
Die Bebauung des Krabbenkamps begann 1978. Anfangs war das Gebiet nur über eine notdürftig aufgeschüttete Zufahrt unter der bei der Wohltorfer Schule gelegenen Bille-Eisenbahnbrücke erreichbar. Weil Aumühle und Wohltorf eine Anbindung an ihr Straßennetz über eine neu zu bauende Straßenbrücke über den Fluss verweigerten, wurde der Krabbenkamp mittels einer Unterführung unter der Eisenbahnstrecke an die Landstraße Schönningstedt–Aumühle für den Verkehr erschlossen.
In zwei Abschnitten entstanden bis Ende der 1980er-Jahre Einfamilien-, Doppel- und Reihenhäuser. Das angrenzende Billetal, das diesen Reinbeker Ortsteil vom Kreis Herzogtum Lauenburg trennt, ist heute ein Naturschutzgebiet. In den Jahren des Bebauungsstreites war es an vielen Stellen durch illegale Ablagerungen von Müll und Bauschutt verwahrlost.

## Historische Eisenbahnbauten

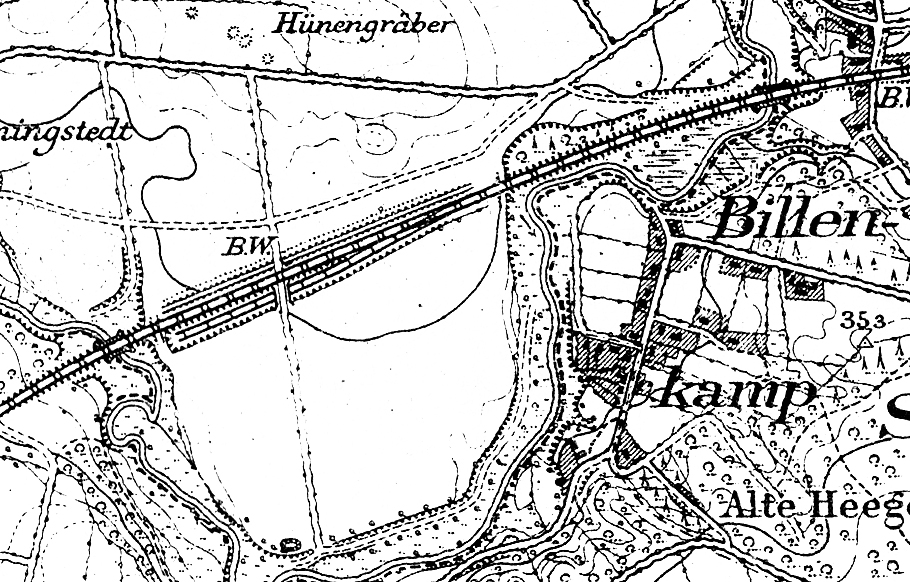
1880 lag der Verladepunkt noch südlich des Hauptgleises

Gleisplan der Verladegleise im Jahr 1941. Heute erinnert der Name der Krabbenkamper Straße Silker Weiche an diese frühere Bahnanlage

Bis zum Ausbau der Eisenbahnstrecke Hamburg–Berlin in den 1990er Jahren konnte man auf beiden Seiten der Bahngleise noch Reste von früheren Bahnanlagen für die Verladung von landwirtschaftlichen Produkten finden. Um 1900 verband eine schmalspurige Feldbahn den Krabbenkamp mit dem der Familie Bismarck gehörenden Gut Schönau bei Ohe. Ab 1910 war auch die  Fürst-Bismarck-Quelle an die Feldbahn angeschlossen, um so ihre Sprudelflaschen zur Verladung auf die Eisenbahn zu transportieren. Von der Feldbahn wurde am Krabbenkamp in einem mehrgleisigen Verladebahnhof auf Wagen der Königlich Preußischen Staatseisenbahn umgeladen. Während der Verladeplatz um 1880 südlich der Bahnstrecke lag, auf einer Fläche, die heute als Bolzplatz genutzt wird, ist er in den 1930er Jahren auf den Karten der Deutschen Reichsbahn nördlich der Hauptbahngleise direkt neben der Blockstelle Silk eingezeichnet. Der Schmalspurbetrieb wurde vermutlich während des Zweiten Weltkriegs eingestellt. Auf der Reichsbahnkarte von 1947 findet sich nur noch das normalspurige Verladegleis. Die letzten sichtbaren Reste der Anlage und der Blockstelle Silk wurden während der Ertüchtigungsarbeiten für Hochgeschwindigkeitsverkehr auf der Strecke in den 1990er Jahren entfernt. Der Name Silk stammt von dem weiter westlich gelegenen Gut Silk. Im Gut Schönau finden sich heute noch im Pflaster eingelassene Gleise der Feldbahn. Die ehemalige Strecke ist jetzt ein Wanderweg, auf dem noch an wenigen Stellen Reste des Schotterbettes zu finden sind. Im Krabbenkamp zeugt heute der Straßenname „Silker Weiche“ von den früheren Bahnanlagen.

## Persönlichkeiten im Krabbenkamp
- Der Komponist und Musikwissenschaftler Heinz Becker. Er war erster ordentlicher Professor am Lehrstuhl für Musikwissenschaft der Ruhr-Universität Bochum.
- Der  Mathematiker Lothar Teschke. Er war Gründungsrektor der Fachhochschule Merseburg in Sachsen-Anhalt.